# Hrachya Petikyan
Hrachya Petikyan (n. 23 februarie 1960, Erevan, Republica Sovietică Socialistă Armeană, URSS) este un trăgător de tir ce a reprezentat Uniunea Republicilor Sovietice Socialiste, medaliat olimpic. A participat la 4 ediții ale Jocurilor Olimpice (1988, 1992, 1996, 2000) în care a câștigat o medalie de aur.